# Orchestra Sinfonica della Galizia
L'Orchestra Sinfonica della Galizia è un'orchestra spagnola, creata nel 1992 e con sede ad La Coruña. Il suo direttore è Dima Slobodeniouk.

## Creazione e direzione
È stata creata nel 1992 dal Comune di La Coruña e la sua sede è nel Palacio de la Ópera di quella città. Il suo primo direttore musicale è stato Víctor Pablo Pérez, che ha terminato il suo lavoro nel 2013 e gli è succeduto Dima Slobodeniouk. Il direttore dell'orchestra è attualmente Andrés Lacasa. È finanziata dal Comune di La Coruña, dal Consiglio Provinciale di La Coruña e dalla Giunta della Galizia.
Parallelamente alla sua consueta attività, nel 1998 è stato creato il Coro dell'Orchestra Sinfonica della Galizia e in un ampio progetto educativo chiamato Son Futuro che comprende un'orchestra giovane, un'orchestra di bambini, un coro di giovani e un coro di bambini (Niños Cantores).

## Curriculum musicale
È stata l'orchestra residente del Festival Rossini di Pesaro dal 2003 al 2005 e del Festival Mozart di La Coruña dalla sua creazione nel 1998. Ha inoltre effettuato diverse tournée in Germania e Austria e tenuto concerti nelle migliori sale e Cicli di concerti spagnoli. Nel 2007 ha effettuato la sua prima tournée in Sud America, con concerti in Cile, Argentina, Brasile e Uruguay. Alla fine del 2009 si è esibita nella storica sala del Musikverein di Vienna.
L'orchestra sinfonica della Galizia di solito ha solisti di prim'ordine come Anne-Sophie Mutter, Maurizio Pollini, Krystian Zimerman, Gil Shaham, Sarah Chang, Grigory Sokolov, Leonidas Kavakos, Arcadi Volodos, Maria Joao Pires, Frank Peter Zimmermann, Mischa Maisky, tra gli altri. Con l'orchestra hanno cantato: Alfredo Kraus, Teresa Berganza, Bryn Terfel, Plácido Domingo, María Bayo, Ainhoa Arteta, Juan Diego Flórez, Simon Estes, Mirella Freni, Ann Murray, Ildar Abdrazakov, Hildegard Behrens, Eva Marton, Giuseppe Giacomini, Philip Langridge, Carlos Chausson, Raúl Giménez, Isabel Rey, Carlos Álvarez, Ana María Sánchez o Giuseppe Sabbatini tra tanti altri e sempre sotto la direzione di maestri come Lorin Maazel, Gustavo Dudamel, Daniel Harding, Christoph Eschenbach, Neville Marriner, Guennadi Rozdestvenski, Ton Koopman, James Judd, Andrew Litton, Jean-Pascal Tortelier, Stanislaw Skrowaczeski, Libor Pešek, Peter Maag, Osmo Vänskä, Alberto Zedda, Emmanuel Krivine, Raymond Leppard, Jean-Jacques Kantorow, Josep Pons, John Nelson, Gianandrea Noseda, Ron Goodwin o Manfred Honeck.

## Discografia e premi
La sua discografia per le etichette EMI, DECCA, Koch, Naïve, BMG e Arts comprende nomi come Juan Diego Flórez, Kaori Muraji, Peter Maag, Antonio Meneses, Manuel Barrueco, con cui è stata nominata per il Grammy 2007 per il miglior album classico dell'anno, María Bayo, Plácido Domingo, Juan Pons o Ewa Podleś.
È stata insignita della Medaglia d'Oro dell'Accademia Reale Galiziana di Belle Arti e del Premio per la Cultura Galiziana 2010.

## L'orchestra al 2012-13
- Violini I: Massimo Spadano (CM), Ludwig Dürichen (CMA), Vladimir Prjevalski (CMA), Ruslan Asanov, Yana Antonyan, Caroline Bournaud, Gabriel Bussi, Vinka Hauser, Dominica Malec, Dorothea Nicholas, Benjamin Smith, Stefan Utanu, Florian Vlashi, Roman Wojtowicz
- Violini II: Julián Gil (P), Fumika Yamamura (P), Lucica Trita (PA), Gertraud Brilmayer, Lilia Kirilova, Marcelo González, Deborah Hamburger, Enrique Iglesias, Helle Karlsson, Gregory Klass, Adrián Linares, Stefan Marinescu, Mihai Tanasescu
- Viole: Eugenia Petrova (P), Francisco Miguens (P), Andrei Kevorkov (PA), Raymond Arteaga, Alison Dalglish, Despina Ionescu, Jeffrey Johnson, Jozef Kramar, Luigi Mazzucato, Karen Poghosyan, Wladimir Rosinskij
- Violoncelli: David Ethève (P), Puslana Prokopenko (P), Gabriel Tanasescu (PA), Antonieta Carrasco, Berthold Hamburger, Scott Hardy, Vladimir Litvihk, Ramón Solsona, Florence Ronfort
- Contrabbassi: Risto Vuolanne (P), Diego Zecharies (P), Todd Williamson (PA), Mario Alexandre, Douglas Gwynn, Sergei Rechetilov, José Rodrigues

- Flauti: Claudia Walker (P), María J. Ortuño (PA), Juan Ibáñez
- Oboi: Casey Hill (P), David Villa (PA), Scott MacLeod
- Clarinetti: Juan A. Ferrer (P), Iván Marín (PA), Pere Anguera
- Fagotti: Steve Harriswangler (P), Mary H. Harriswangler (PA), Manuel A. Salgueiro

- Corni: David Bushnell (P), David Fernández (P), Miguel Á. Garza (PA), Manuel Moya, Amy Schimmelman
- Trombe: John A. Hurn (P), Thomas Purdie (PA), Michael Halpern
- Tromboni: Petur Eiriksson (P), Jon Etterbeek (P), Eymir Sommerfelt
- Tube: Jesper Boile-Nielsen (P)

- Percussioni: Simon Levey (P), José A. Trigueros (P), José Belmonte, Alejandro Sanz
- Arpa: Celine Landelle (P)

## Anteprime mondiali
| Stagione | Data       | Compositore            | Composizione                  | Direttore              |
| -------- | ---------- | ---------------------- | ----------------------------- | ---------------------- |
| 2007–08  | 2008-01-11 | Wladimir Rosinskij     | Cello Concerto                | Tuomas Ollila          |
|          | 2008-04-04 | Joam Trillo            | Festa na lembrança            | Rubén Gimeno           |
| 2008–09  | 2009-03-13 | Sergio Moure de Oteyza | Admonitum                     | Víctor Pablo Pérez     |
|          | 2009-04-17 | Eduardo Soutullo       | They Hear no Answering Strain | Josep Pons             |
|          | 2009-04-24 | Antoni Ernest Sebastià | Angelus Novus                 | José Ramón Encinar     |
| 2009–10  | 2009-11-13 | Fernando Alonso        | Suite latinoamericana         | Miguel Harth-Bedoya    |
|          | 2010-02-19 | Juan Vara              | Noche más allá de la noche    | Pablo González         |
|          | 2010-04-23 | Tomás Marco            | Symphony No. 9 Thalassa       | Víctor Pablo Pérez     |
| 2010–11  | 2011-02-11 | Fernando Buide         | Antiphones                    | Pietari Inkinen        |
|          | 2011-03-18 | Octavio Vazquez        | Ewiges blaues Licht           | Víctor Pablo Pérez     |
| 2011–12  | 2011-11-05 | Fernando Alonso        | Diálogos en la penumbra       | Pietro Rizzo           |
|          | 2011-11-11 | David Vayo             | Wellspring                    | Michal Nesterowicz     |
|          | 2011-11-18 | Fernando Buide         | Lingua de escuma              | Miguel Harth-Bedoya    |
| 2012–13  | 2012-10-19 | Federico Mosquera      | Three Symphonic Movements     | Víctor Pablo Pérez     |
|          | 2012-10-26 | Eligio Vila            | Symphonic Meditations         | Guillermo García Calvo |
|          | 2013-01-05 | Wladimir Rosinskij     | Taimyr                        | Pietro Rizzo           |
|          | 2013-02-01 | Javier Martínez Campos | Cliffs of Moher               | Josep Pons             |

## Direttori musicali
- Víctor Pablo Pérez (1993 - 2013)
- Dima Slobodeniouk (2013 -)